# Thomas Huber (Künstler)
Thomas Huber (* 14. Juli 1955 in Zürich) ist ein Schweizer Künstler.

## Biografie

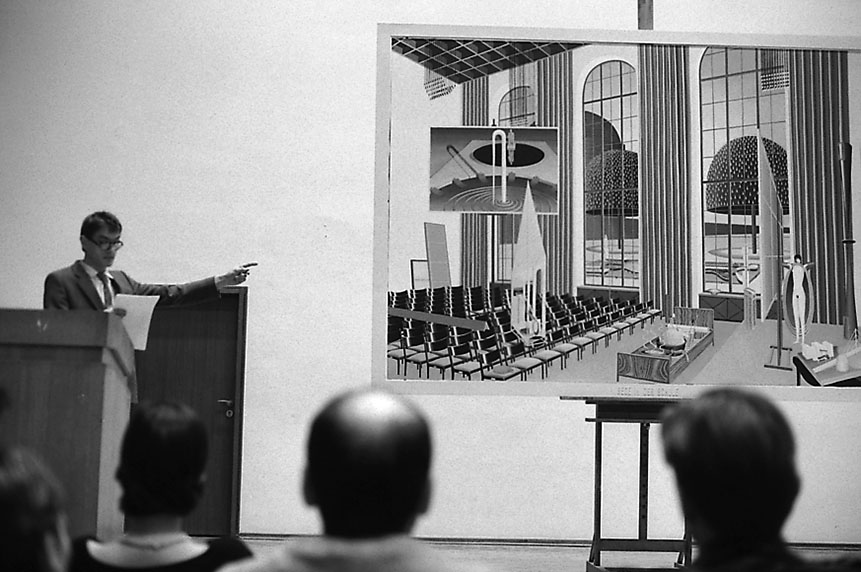
Thomas Huber, Künstlerrede vor dem Bild Rede in der Schule, 1983

Thomas Huber wurde 1955 als ältestes von drei Kindern einer großbürgerlichen protestantischen Familie in Zürich (Schweiz) geboren. Sein Vater und seine Mutter waren  Architekten, die mit  Intellektuellen und Künstlerinnen in Kontakt standen. 
Von 1977 bis 1978 studierte Huber an der Kunstgewerbeschule Basel bei Franz Fedier, 1979 am Royal College of Art in London, von 1979 bis 1983 an der Staatlichen Kunstakademie Düsseldorf (Meisterschüler bei Fritz Schwegler).
1984 nahm er auf Einladung von Kasper König an der  Gruppenausstellung Von hier aus teil und erlangte damit erste internationale Anerkennung. Seither stellte er in  internationalen Kunstinstitutionen und Museen aus: Centre Pompidou in Paris (1988), Kunsthaus Zürich (1993), Fundació Miró in Barcelona (2002), Museum Boijmans Van Beuningen in Rotterdam (2004) und Aargauer Kunsthaus (2004), Mamco in Genf (2012), Kunstmuseum Bonn (2016), Mona in Hobart (2017). 
Von 1992 bis 1999 führte er eine Professur an der Hochschule für Bildende Künste, Braunschweig. 1992 hatte er eine Temporäre Direktion des Centraal Museums Utrecht, 2001 war er im Künstlermuseum mit Neueinrichtung der Schausammlung im Museum Kunstpalast Düsseldorf mit Bogomir Ecker tätig. Von 2000 bis 2002 war er Vorsitzender des Deutschen Künstlerbundes. Er erhielt 1993 einen Preis für Junge Schweizer Kunst der Zürcher Kunstgesellschaft und 2013 den Prix Meret Oppenheim.
Nach seinem Studium blieb Thomas Huber in Deutschland und lebte zunächst in Düsseldorf, dann in Berlin. Von den weiten Ebenen im Nordosten Deutschlands aus wünschte er sich die kontrastreicheren Landschaften seiner Jugend zurück, die er teilweise im Tessin verbracht hat. Heute lebt er in Berlin und am italienischen Ufer des Lago Maggiore. An dieser neuen Umgebung fasziniert ihn die Aussicht auf den See und die Berge. In einer Art Tagebuch beobachtet und malt er Variationen der Landschaft. 

## Werk

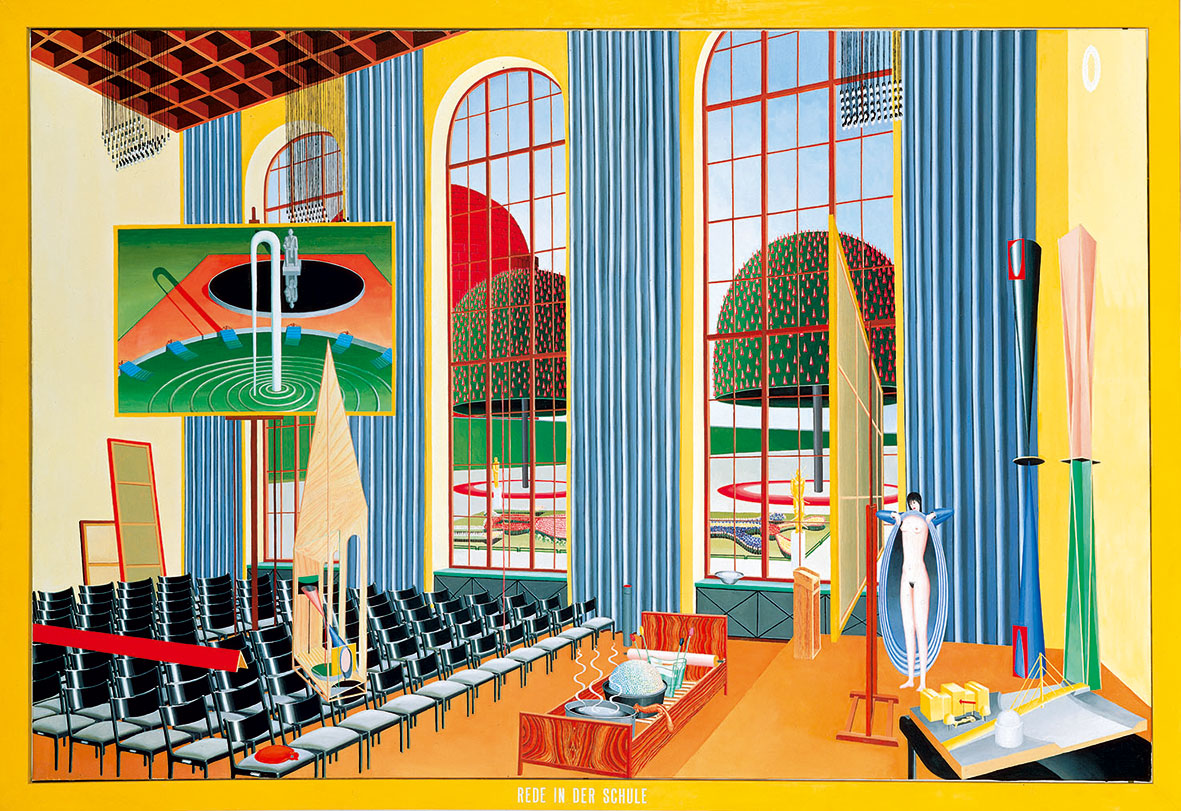
Rede in der Schule, 1983, Öl auf Leinwand, 220 × 320 cm, Privatbesitz, Leihgabe im Hessischen Landesmuseum Darmstadt, TH-1983-B-01

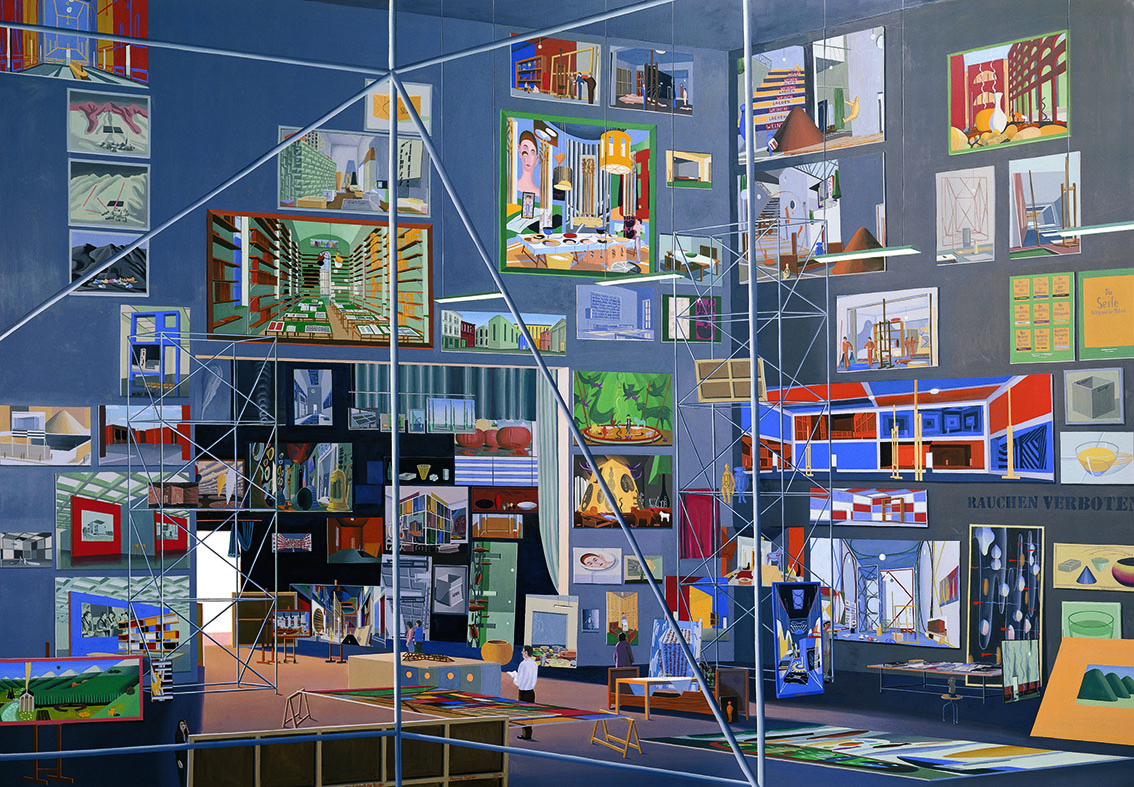
Das Kabinett der Bilder, 2004, Öl auf Leinwand, 250 × 360 cm, Aargauer Kunsthaus in Aarau, TH-2004-B-01

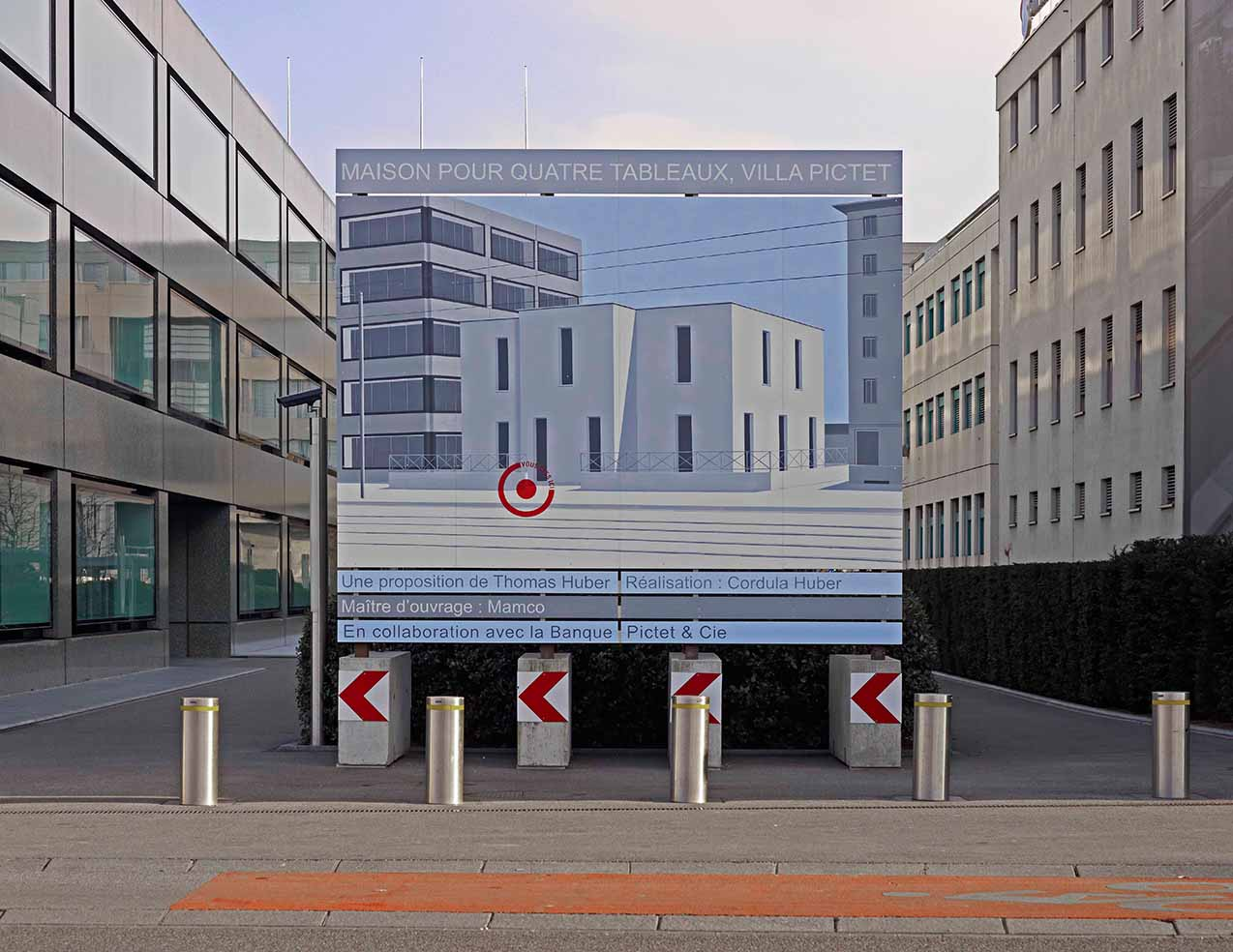
Maison pour quatre tableaux, villa Pictet, 2012, Bauschild: Acryl auf Forexplatte, 12-teilig, Mamco, Genf, TH-2012-BS-05

Thomas Huber ist ein Künstler, der Text und Bild in Zusammenhang bringt und zu seinen Bildern redet. Seine Bildauffassung setzt er in den Bereichen Malerei, Aquarell, Zeichnung, Objekt, Druckgrafik, Kunst am Bau, Künstlerrede und Künstlerbuch um. Das Bild Rede in der Schule zeigt die Aula im Hauptgebäude der Kunstakademie Düsseldorf.

## Auszeichnungen
- 1984: Preis der Kiefer Hablitzer Stiftung
- 1985: Stipendium des Kunstfonds, Bonn
- 1987: Rheinbrücke- (heute Manor-) Kunstpreis, Basel
- 1989/1990: Auszeichnung des Kulturkreises im Bundesverband der Deutschen Industrie (BDI), Berlin
- 1993: Preis für Junge Schweizer Kunst der Zürcher Kunstgesellschaft / Kunstpreis der Stadtsparkasse Düsseldorf
- 1995: Niedersächsischer Kunstpreis, Hannover
- 1999: art multiple-Preis (heute Cologne Fine Art & Antiques-Preis), Köln
- 2005: Kunstpreis der Heitland Foundation, Celle
- 2013: Prix Meret Oppenheim, Bern

## Ausstellungen
- Thomas Huber. Bilder für alle. Druckgrafik und Multiples von Thomas Huber 1980–2018, Aarau: Aargauer Kunsthaus (2018).
- Thomas Huber. Der Rote Fries, Toulouse: Festival international d’art de Toulouse, L’Espace EDF Bazacle (2014).
- Thomas Huber. Vous êtes ici. Thomas Huber est au Mamco, Genf: Mamco, musée d'art moderne et contemporain (2012).
- Thomas Huber. rauten traurig / la langueur des losanges, Ausstellungstournee: Herford: MARTa Herford; Nîmes: carré d’art, musée d’art contemporain; Tübingen: Kunsthalle Tübingen (2008–2009).
- Thomas Huber. Das Kabinett der Bilder/ Het Schilderkabinet, Retrospektive: Aarau: Aargauer Kunsthaus; Rotterdam: Museum Boijmans Van Beuningen; Krefeld:  Kaiser Wilhelm Museum und Haus Lange (2004–2005).
- Thomas Huber. Huberville. Sonnez les matines, Rochechouart: Musée départemental d’art contemporain (2003).
- Thomas Huber. Glockenläuten / Laat der kokken luiden / Sonnez les martines, Brüssel: Palais des Beaux-Arts; Zürich: Helmhaus Zürich; Wolfsburg: Städtische Galerie Wolfsburg (2000).
- Thomas Huber. Die Bank. Eine Wertvorstellung / Der Duft des Geldes, Utrecht: Centraal Museum Utrecht; Hannover: Kestner-Gesellschaft; Frankfurt am Main: Museum für Moderne Kunst; Zürich: Kunsthaus Zürich (1991–1993).
- Thomas Huber. Die Urgeschichte der Bilder / La Préhistoire des Tableaux, Basel: Museum für Gegenwartskunst; Berlin: Neuer Berliner Kunstverein; Friedrichshafen: Städtisches Bodensee-Museum, Münster: Westfälischer Kunstverein, Regensburg: Städtische Galerie im leeren Beutel; Strasbourg: Les Musées de la Ville de Strasbourg (1987–1988).
- Thomas Huber. Sept Lieux, Paris: Centre Georges Pompidou, Einrichtung aller bisherigen Werke als Rekonstruktion ihrer ersten Ausstellungsorte (1988–1989).
- Thomas Huber. Ein öffentliches Bad für Münster, in: Skulptur Projekte Münster ´87, Münster: Domplatz und Westfälisches Landesmuseum für Kunst und Kulturgeschichte (1987).
- Thomas Huber. Der Besuch im Atelier, Düsseldorf: Messegelände Halle 13 in der Ausstellung von hier aus (1984).

## Werkgruppen (Auswahl)
Der Rote Fries (2013–2014), Vous êtes ici (2012), rauten traurig (2005–2007),  Das Kabinett der Bilder (2004),  Theoretische Bilder I und II (2001–2003; 2010–2011), Glockenläuten (1999–2000), Die Bank (1991–1993), Die Bibliothek (1988), Das Bilderlager/Opus (1988), Das Hochzeitsfest (1985–1986), Der Besuch im Atelier (1984), Rede in der Schule (1983), Rede zur Schöpfung (1982), Rede über die Sintflut (1982).

## Künstlerbücher (Auswahl)
- Thomas Huber. Mesdames et Messieurs. Conférences 1982–2010. Mit einem Vorwort von Stefan Kunz. Genf: Mamco, 2012
- Thomas Huber. rauten traurig / la langueur des losanges / sad facets. MARTa Herford (Hrsg.); Kunsthalle Tübingen; Musée d’Art Contemporain de Nîmes, Kerber Verlag, Bielefeld, 2008, [de, fr, en], Bielefeld/Leipzig: Kerber Verlag, 2008
- Thomas Huber. Das Kabinett der Bilder. Aargauer Kunsthaus Aarau, 2004; Museum Boijmans Van Beuningen, Rotterdam, 2004; Kaiser Wilhelm Museum, Krefeld, 2005. Hrsg. von Beat Wismer, Beiträge u. a. von Oskar Bätschmann, Baden: Verlag Lars Müller Publishers, 2004
- Thomas Huber. Die Bibliothek in Aarau. Aargauer Kunsthaus Aarau (Hrsg.), Baden: Verlag Lars Müller Publishers, 2003 (Schriften zur Aargauischen Kunstsammlung)
- Thomas Huber. Glockenläuten / Sonnez les matines / The Peal of the Bellsc, Palais des Beaux-Arts, Bruxelles; Helmhaus, Zürich; Städtische Galerie Wolfsburg (Hrsg.), 2000
- Thomas Huber. Schauplatz. Kunstverein Düsseldorf; Stadthaus Ulm, 1998–1999. Hrsg. von Raimund Stecker. Düsseldorf: Richter Verlag, 1998
- Thomas Huber. Das Studio. Stadtsparkasse Düsseldorf, 1993. Darmstadt: Häusser Verlag, 1993
- Thomas Huber. Das Bild. Texte 1980–1992. Hrsg. von Carl Haenlein. Hannover, 1992
- Thomas Huber. Der Duft des Geldes. Die Bank. Eine Wertvorstellung. Centraal Museum Utrecht (Hrsg.); Kestner-Gesellschaft, Hannover; Kunsthaus Zürich, Konzeption: Thomas Huber, Ellen de Bruijne, Let Geerling. Darmstadt: Häusser Verlag, 1992
- Thomas Huber. Die Urgeschichte der Bilder / La préhistoire des tableaux. Öffentliche Kunstsammlung Basel, Museum für Gegenwartskunst (Hrsg.), 1987; Les Musées de la Ville de Strasbourg, 1988. Beiträge von Jörg Zutter und Thomas Huber. Basel, 1987
- Thomas Huber. Rede in der Schule", Vista Point, Köln, 1986, mit 24 Abbildungen und 20 Kunstbilddias

## Werke in Sammlungen (Auswahl)
Paris: Centre Pompidou, Aarau: Aargauer Kunsthaus, Darmstadt: Hessisches Landesmuseum, Genf: Mamco, musée d'art moderne et contemporain, Lausanne: Musée cantonal des beaux-arts de Lausanne, Utrecht: Centraal Museum Utrecht, Wiesbaden: Museum Wiesbaden, Zürich: Kunsthaus Zürich.

## Werke als Dauereinrichtungen (Auswahl)
Bern: Inselspital, Essen: Sparkasse Essen, Genf: Bank Pictet, Remagen: Arp Museum Bahnhof Rolandseck, Zürich: Zürcher Kantonalbank.